# コミ自治ソビエト社会主義共和国

コミ自治ソビエト社会主義共和国
Коми Автономная Советская Социалистическая Республика  (ロシア語)
Коми Автономнӧй Сӧветскӧй Социалистическӧй Республика  (コミ語)

コミ自治ソビエト社会主義共和国の位置

コミ自治ソビエト社会主義共和国（コミじちソビエトしゃかいしゅぎきょうわこく、コミ語: Коми Автономнӧй Сӧветскӧй Социалистическӧй Республика、ロシア語: Коми Автономная Советская Социалистическая Республика）またはコミASSRはロシア・ソビエト連邦社会主義共和国内に1936年から1990年に存在した自治共和国。ロシア国内の北西部に位置しており、現在のコミ共和国と位置的な変化はない。首都はスィクティフカル。
面積は415,900km2であり、国土の4分の3を森林か湿地に覆われている。20世紀以来石油と天然ガスの産出が産業となっている。

## 歴史

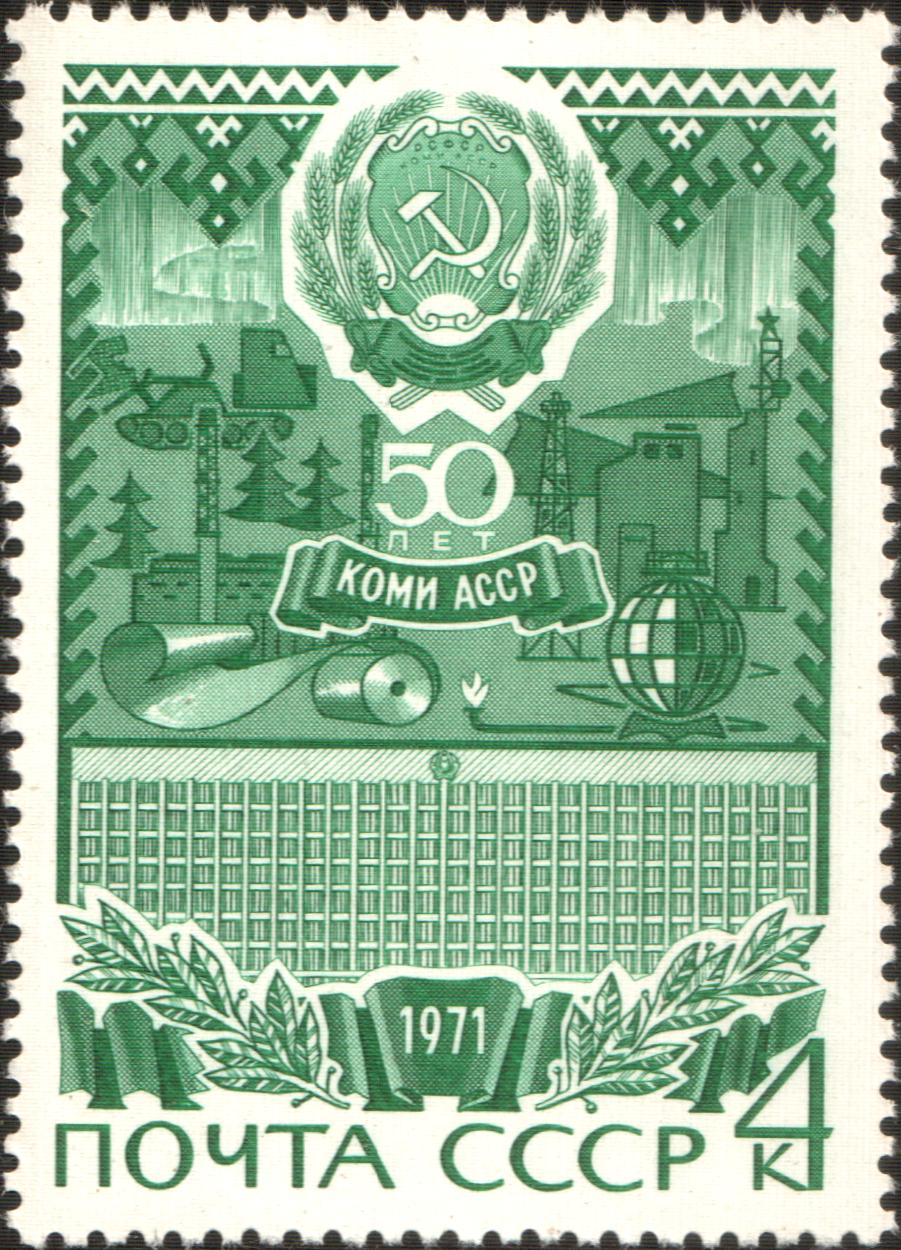
コミASSRの建国50周年を記念し、1971年にソビエト連邦で発行された郵便切手。

コミASSRは1922年に設置されたコミ自治州の格上げによって1936年12月5日に設立された。これはソ連の初期に行われたコリニザーツィヤ政策のひとつで、旧ロシア帝国時代の差別をなくし、自治を与えるというものだった。
学校でのコミ語教育は1950年代に禁止された。ソ連崩壊以前の1990年にコミASSRは廃止され独立を唱えたが、現在もロシア連邦の共和国のひとつ、コミ共和国として存在している。

## 人口構成
1939年の国勢調査では人口は231,301人であり、72.5%がコミ人、ロシア人22%、ウクライナ人2%であった。その後他国出身の人口が増え、コミ人人口は226,000人程度から290,000人に増えたが、1989年の時点では総人口が120万人近くで、人口に占める割合はロシア人が58%、コミ人23.3%、ウクライナ人8%などであった。また、1989年時点では都市人口が936000人で農村人口が311000人であった。

## 註
1. ↑  СССР, Административно-териториаляное деление союзных республик, стр. 42: Данните са към 1 януари 1987 г.